# Кафяво алпийско говедо
Кафяво алпийско говедо (на немски: Braunvieh) е порода говеда за мляко и месо. Породата се формира през Средновековието в Швейцария, където и днес е най-масово отглежданата, наред със симентал. Кравите тежат 600 – 700 kg.

## България
В България породата се използва за кръстосване на говеда, включително при създаването на породата българско кафяво говедо.
Растежът и развитието на кафявото алпийско говедо в български условия е обект на изследване от агронома и академик на БАН Никола Платиканов.